# Автошлях N2 (Бангладеш)
Автошлях N2 — національна автомагістраль Бангладеш, що з'єднує столицю Бангладеш Даку та місто Тамабіл в районі Силхет. Маршрут проходить через місто Силхет, перетинаючи річку Сурма на мосту Кін, а ділянки шосе відомі як шосе Дакка–Сілхет і шосе Силхет–Тамабіл. Це частина AH1 і AH2 мережі Азійських автомобільних доріг.
Цю дорогу називають найсмертоноснішою дорогою в світі.

## Маршрут N2

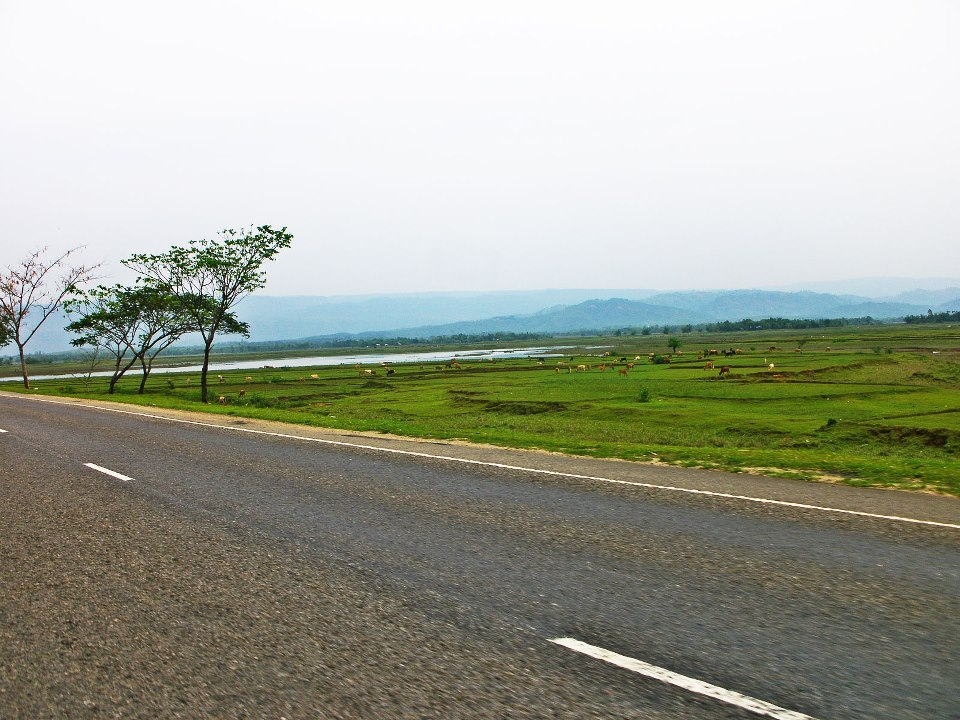
Автошлях N2

| Регіон    | Місцезнаходження    | км | Миля | Напрямки                 | Примітки |
| --------- | ------------------- | -- | ---- | ------------------------ | -------- |
| Дакка     | Катчпур             |    |      | N1                       |          |
| Дакка     | Бхулта              |    |      | N105                     |          |
| Читтагонг | Сараїл Упазила      |    |      | N102                     |          |
| Кхульна   | Джагадішпур         |    |      | R140                     |          |
| Силхет    | Шайстагандж         |    |      | N204                     |          |
| Силхет    | Мірпур Базар        |    |      | N207                     |          |
| Силхет    | Шерпур              |    |      | N207                     |          |
| Силхет    | Силхет              |    |      | N205 N208                |          |
| Силхет    | Джаінтапур–Джафлонг |    |      | AH1, AH2 – Індія, М’янма |          |